# 国立世論調査所
国立世論調査所（こくりつよろんちょうさじょ）は、日本で世論調査を政府から独立して行うために1949年に設立され1954年に廃止された総理府附属機関。政府が世論調査を行うことによる世論操作や言論統制の懸念を払拭するべく、それまでの総理庁世論調査部を改編したもの。東京都に置かれた。
設立は、国会での建議、内閣の世論調査室自身からの要望、民間情報教育局の援助のもとで設立された。GHQの援助はあったものの、人事院や公正取引委員会と異なりGHQの命令で設置された機関ではない。内閣世論調査課の小山栄三が初代所長になった。
運営方針は7名の委員からなる世論調査審議会によって決められ、委員には社会学者戸田貞三、時事通信社世論調査室室長沼佐隆次などがいた。設立から廃止までの5年2ヶ月のあいだに65件の調査を実施した。廃止後、企画部門は総理府に移管され内閣審議室に、実務部門は時事通信社の調査室と合併して社団法人中央調査社に移行した。